# Rodrigo Goldberg
Rodrigo Alejandro Goldberg Mierzejewski, noto in Sud America come Rodrigo Goldberg (Santiago del Cile, 9 agosto 1971), è un ex calciatore cileno, di ruolo attaccante.